# Spielvereinigung Greuther Fürth 2013-2014
Questa voce raccoglie le informazioni riguardanti il Spielvereinigung Greuther Fürth nelle competizioni ufficiali della stagione 2013-2014.

## Stagione
Nella stagione 2013-2014 il Greuther Fürth, allenato da Frank Kramer, concluse il campionato di 2. Bundesliga al 3º posto, disputa gli spareggi promozione ma non riesce a superare l'Amburgo. In Coppa di Germania il Greuther Fürth fu eliminato al secondo turno dall'Amburgo.

## Rosa
| N. |                      | Ruolo | Calciatore       |
| -- | -------------------- | ----- | ---------------- |
| 1  | Germania (bandiera)  | P     | Wolfgang Hesl    |
| 2  | Germania (bandiera)  | D     | Benedikt Röcker  |
| 3  | Ungheria (bandiera)  | D     | Zsolt Korcsmár   |
| 4  | Germania (bandiera)  | D     | Kevin Kraus      |
| 5  | Albania (bandiera)   | D     | Mërgim Mavraj    |
| 6  | Finlandia (bandiera) | C     | Tim Sparv        |
| 7  | Ungheria (bandiera)  | C     | Zoltán Stieber   |
| 8  | Germania (bandiera)  | C     | Stephan Fürstner |
| 9  | Serbia (bandiera)    | A     | Ognjen Mudrinski |
| 10 | Serbia (bandiera)    | A     | Nikola Đurđić    |
| 11 | Germania (bandiera)  | C     | Dominick Drexler |
| 13 | Polonia (bandiera)   | C     | Sebastian Tyrała |
| 14 | Germania (bandiera)  | C     | Tom Weilandt     |

| N. |                        | Ruolo | Calciatore        |
| -- | ---------------------- | ----- | ----------------- |
| 16 | Slovenia (bandiera)    | C     | Goran Šukalo      |
| 17 | Germania (bandiera)    | C     | Thomas Pledl      |
| 18 | Ghana (bandiera)       | D     | Abdul Rahman Baba |
| 19 | Germania (bandiera)    | D     | Thomas Kleine     |
| 20 | Germania (bandiera)    | D     | Daniel Brosinski  |
| 21 | Germania (bandiera)    | C     | Robert Zillner    |
| 22 | Germania (bandiera)    | A     | Niclas Füllkrug   |
| 27 | Germania (bandiera)    | C     | Florian Trinks    |
| 30 | Paesi Bassi (bandiera) | P     | Mark Flekken      |
| 31 | Germania (bandiera)    | C     | Niko Gießelmann   |
| 33 | Kosovo (bandiera)      | A     | Ilir Azemi        |
| 39 | Germania (bandiera)    | P     | Tom Mickel        |

## Organigramma societario
Area tecnica
- Allenatore: Frank Kramer
- Allenatore in seconda: Mirko Dickhaut
- Preparatore dei portieri: Frederik Gößling
- Preparatori atletici:
- Analisi video:

## Calciomercato

### Sessione estiva
| Acquisti | Acquisti         | Acquisti             | Acquisti |
| R.       | Nome             | da                   | Modalità |
| -------- | ---------------- | -------------------- | -------- |
| A        | Niclas Füllkrug  | Werder Brema         |          |
| D        | Zsolt Korcsmár   | Brann                |          |
| D        | Daniel Brosinski | Duisburg             |          |
| C        | Dominick Drexler | Rot-Weiß Erfurt      |          |
| P        | Mark Flekken     | Alemannia Aquisgrana |          |
| C        | Niko Gießelmann  | Hannover 96          |          |
| D        | Kevin Kraus      | Heidenheim           |          |
| A        | Ognjen Mudrinski | Stella Rossa         |          |
| D        | Kevin Schulze    | Wolfsburg II         |          |
| C        | Tim Sparv        | Groningen            |          |
| C        | Goran Šukalo     | Duisburg             |          |
| C        | Tom Weilandt     | Hansa Rostock        |          |

| Cessioni | Cessioni            | Cessioni           | Cessioni |
| R.       | Nome                | a                  | Modalità |
| -------- | ------------------- | ------------------ | -------- |
| A        | Baye Djiby Fall     | Randers            |          |
| C        | Park Jung-bin       | Karlsruhe          |          |
| C        | Athanasios Petsos   | Rapid Vienna       |          |
| A        | Gerald Asamoah      | Schalke 04         |          |
| C        | Johannes Geis       | Magonza            |          |
| P        | Max Grün            | Wolfsburg          |          |
| C        | Felix Klaus         | Friburgo           |          |
| P        | Issa Ndoye          | Créteil-Lusitanos  |          |
| C        | Bernd Nehrig        | St. Pauli          |          |
| A        | Christopher Nöthe   | St. Pauli          |          |
| A        | Franck Ohandza      | Īraklīs Psachna    |          |
| A        | Kingsley Onuegbu    | Duisburg           |          |
| C        | Milorad Peković     | Hansa Rostock      |          |
| C        | Edgar Prib          | Hannover 96        |          |
| C        | Sercan Sararer      | Stoccarda          |          |
| D        | Genrïx Şmïdtgal'    | Fortuna Düsseldorf |          |
| D        | Lasse Sobiech       | Borussia Dortmund  |          |
| C        | József Varga        | Middlesbrough      |          |
| C        | Matthias Zimmermann | Sandhausen         |          |

### Sessione invernale
| Acquisti | Acquisti        | Acquisti  | Acquisti |
| R.       | Nome            | da        | Modalità |
| -------- | --------------- | --------- | -------- |
| D        | Benedikt Röcker | Stoccarda |          |

| Cessioni | Cessioni       | Cessioni          | Cessioni |
| R.       | Nome           | a                 | Modalità |
| -------- | -------------- | ----------------- | -------- |
| A        | Stefan Lex     | Ingolstadt 04     |          |
| D        | Michael Hefele | Wacker Burghausen |          |
| D        | Kevin Schulze  | Holstein Kiel     |          |

## Risultati

### 2. Bundesliga

#### Girone di andata
| Arbitro: | Gräfe |

|                        |           |  |
| Weilandt 3’ Đurđić 11’ | Marcatori |  |

| Arbitro: | Siebert |

|  |           |                     |
|  | Marcatori | 8’ Šukalo 81’ Azemi |

| Arbitro: | Zwayer |

|                          |           |              |
| Šukalo 35’ Mudrinski 79’ | Marcatori | 32’ Idrissou |

| Arbitro: | Dankert |

|              |           |                       |
| Vitzthum 39’ | Marcatori | 75’ Kraus 86’ Drexler |

| Fürth 24 agosto 2013, ore 13:00 CEST 5ª giornata | Greuther Fürth | 0 – 0 referto | Colonia | Trolli Arena (13 770 spett.)\| Arbitro: \| Drees \| |
| Arbitro:                                         | Drees          |               |         |                                                     |

| Arbitro: | Fischer |

|             |           |              |
| Epstein 15’ | Marcatori | 81’ Weilandt |

| Arbitro: | Kempter |

|  |           |                        |
|  | Marcatori | 4’ Ćwielong 25’ Tasaka |

| Arbitro: | Winkmann |

|                        |           |                                          |
| Köhler 17’ Terodde 86’ | Marcatori | 52’ Šukalo 60’ Weilandt 66’, 90’ Stieber |

| Arbitro: | Welz |

|                                                          |           |  |
| Stieber 10’ Brégerie 63’ (aut.) Gießelmann 75’ Sparv 86’ | Marcatori |  |

| Arbitro: | Gagelmann |

|                   |           |            |
| Benschop 52’, 55’ | Marcatori | 15’ Trinks |

| Arbitro: | Kircher |

|                         |           |                                          |
| Fürstner 24’ Trinks 77’ | Marcatori | 12’ Maier 50’, 58’ Schindler 90’ Bartels |

| Arbitro: | Christ |

|  |           |             |
|  | Marcatori | 9’ Hartmann |

| Arbitro: | Stieler |

|                      |           |                                                             |
| Sylvestr 25’ Rau 47’ | Marcatori | 5’, 8’, 17’, 86’ Füllkrug 48’ (aut.) Rau 56’ (rig.) Stieber |

| Arbitro: | Ittrich |

|                                |           |  |
| Stieber 30’, 83’ Mudrinski 34’ | Marcatori |  |

| Arbitro: | Weiner |

|           |           |  |
| Stahl 56’ | Marcatori |  |

| Arbitro: | Stegemann |

|           |           |  |
| Trinks 5’ | Marcatori |  |

| Arbitro: | Drees |

|            |           |                                            |
| Tüting 16’ | Marcatori | 32’ Füllkrug 56’ (rig.) Stieber 76’ Trinks |

#### Girone di ritorno
| Arbitro: | Winkmann |

|                                             |           |              |
| Schönfeld 24’ Lorenz 51’ Jerat 76’ Rahn 78’ | Marcatori | 26’ Fürstner |

| Arbitro: | Steinhaus-Webb |

|              |           |  |
| Füllkrug 60’ | Marcatori |  |

| Arbitro: | Kircher |

|                      |           |               |
| Jenssen 38’ Dick 58’ | Marcatori | 78’ Mudrinski |

| Arbitro: | Kinhöfer |

|            |           |          |
| Röcker 82’ | Marcatori | 19’ Yabo |

| Arbitro: | Fritz |

|            |           |           |
| Wimmer 36’ | Marcatori | 86’ Azemi |

| Arbitro: | Dankert |

|                                               |           |                                 |
| Gießelmann 10’ Fürstner 73’ (rig.) Mavraj 87’ | Marcatori | 35’ (rig.) Epstein 44’ Kapllani |

| Arbitro: | Stieler |

|  |           |                         |
|  | Marcatori | 41’ Brosinski 90’ Azemi |

| Arbitro: | Meyer |

|           |           |            |
| Azemi 56’ | Marcatori | 43’ Brandy |

| Arbitro: | Winkmann |

|                  |           |                   |
| Dedič 79’ (rig.) | Marcatori | 71’ (rig.) Đurđić |

| Arbitro: | Kempter |

|                                          |           |              |
| Azemi 39’, 55’ Brosinski 64’ Stieber 78’ | Marcatori | 66’ Benschop |

| Arbitro: | Siebert |

|                            |           |                      |
| Schachten 66’ Thorandt 85’ | Marcatori | 75’ Röcker 78’ Azemi |

| Ingolstadt 7 aprile 2014, ore 20:15 CEST 29ª giornata | Ingolstadt 04 | 0 – 0 referto | Greuther Fürth | Audi-Sportpark (7 236 spett.)\| Arbitro: \| Osmers \| |
| Arbitro:                                              | Osmers        |               |                |                                                       |

| Arbitro: | Kampka |

|                         |           |            |
| Brosinski 38’ Azemi 58’ | Marcatori | 17’ Lukšík |

| Arbitro: | Gräfe |

|                       |           |                |
| Koç 36’ Vucinovic 74’ | Marcatori | 59’, 90’ Azemi |

| Arbitro: | Zwayer |

|           |           |                     |
| Azemi 21’ | Marcatori | 15’ Ōsako 90’ Bülow |

| Arbitro: | Dankert |

|  |           |                                                        |
|  | Marcatori | 34’ Fürstner 43’, 84’ Azemi 69’, 85’ Đurđić 73’ Šukalo |

| Arbitro: | Drees |

|                       |           |  |
| Azemi 52’ Stieber 83’ | Marcatori |  |

### Play-off
| Amburgo 15 maggio 2014, ore 20:30 CEST andata | Amburgo | 0 – 0 referto | Greuther Fürth | Imtech Arena (56 479 spett.)\| Arbitro: \| Zwayer \| |
| Arbitro:                                      | Zwayer  |               |                |                                                      |

| Arbitro: | Kircher |

|              |           |             |
| Fürstner 59’ | Marcatori | 14’ Lasogga |

### Coppa di Germania
| Arbitro: | Schriever |

|  |           |                         |
|  | Marcatori | 32’ Korcsmár 84’ Đurđić |

| Arbitro: | Stegemann |

|             |           |  |
| Lasogga 64’ | Marcatori |  |

## Statistiche

### Statistiche di squadra
| Competizione      | Punti | In casa | In casa | In casa | In casa | In casa | In casa | In trasferta | In trasferta | In trasferta | In trasferta | In trasferta | In trasferta | Totale | Totale | Totale | Totale | Totale | Totale | DR  |
| Competizione      | Punti | G       | V       | N       | P       | Gf      | Gs      | G            | V            | N            | P            | Gf           | Gs           | G      | V      | N      | P      | Gf     | Gs     | DR  |
| ----------------- | ----- | ------- | ------- | ------- | ------- | ------- | ------- | ------------ | ------------ | ------------ | ------------ | ------------ | ------------ | ------ | ------ | ------ | ------ | ------ | ------ | --- |
| 2. Bundesliga     | 60    | 17      | 10      | 3       | 4       | 29      | 16      | 17           | 7            | 6            | 4            | 35           | 22           | 34     | 17     | 9      | 8      | 64     | 38     | +26 |
| Play-off          | -     | 1       | 0       | 1       | 0       | 1       | 1       | 1            | 0            | 1            | 0            | 0            | 0            | 2      | 0      | 2      | 0      | 1      | 1      | 0   |
| Coppa di Germania | -     | 0       | 0       | 0       | 0       | 0       | 0       | 2            | 1            | 0            | 1            | 2            | 1            | 2      | 1      | 0      | 1      | 2      | 1      | +1  |
| Totale            | 60    | 18      | 10      | 4       | 4       | 30      | 17      | 20           | 8            | 7            | 5            | 37           | 23           | 38     | 18     | 11     | 9      | 67     | 40     | +27 |

### Andamento in campionato
| Giornata  | 1 | 2 | 3 | 4 | 5 | 6 | 7 | 8 | 9 | 10 | 11 | 12 | 13 | 14 | 15 | 16 | 17 | 18 | 19 | 20 | 21 | 22 | 23 | 24 | 25 | 26 | 27 | 28 | 29 | 30 | 31 | 32 | 33 | 34 |
| --------- | - | - | - | - | - | - | - | - | - | -- | -- | -- | -- | -- | -- | -- | -- | -- | -- | -- | -- | -- | -- | -- | -- | -- | -- | -- | -- | -- | -- | -- | -- | -- |
| Luogo     | C | T | C | T | C | T | C | T | C | T  | C  | C  | T  | C  | T  | C  | T  | T  | C  | T  | C  | T  | C  | T  | C  | T  | C  | T  | T  | C  | T  | C  | T  | C  |
| Risultato | V | V | V | V | N | N | P | V | V | P  | P  | P  | V  | V  | P  | V  | V  | P  | V  | P  | N  | N  | V  | V  | N  | N  | V  | N  | N  | V  | N  | P  | V  | V  |
| Posizione | 1 | 1 | 1 | 1 | 1 | 1 | 2 | 1 | 1 | 2  | 3  | 3  | 3  | 2  | 3  | 2  | 2  | 2  | 2  | 2  | 2  | 2  | 2  | 2  | 2  | 2  | 2  | 2  | 2  | 2  | 2  | 3  | 3  | 3  |

Legenda:

Luogo: C = Casa; T = Trasferta. Risultato: V = Vittoria; N = Pareggio; P = Sconfitta.

### Statistiche dei giocatori
| Giocatore     | 2. Bundesliga | 2. Bundesliga | 2. Bundesliga | 2. Bundesliga | Play-off | Play-off | Play-off    | Play-off   | Coppa di Germania | Coppa di Germania | Coppa di Germania | Coppa di Germania | Totale   | Totale | Totale      | Totale     |
| Giocatore     | Presenze      | Reti          | Ammonizioni   | Espulsioni    | Presenze | Reti     | Ammonizioni | Espulsioni | Presenze          | Reti              | Ammonizioni       | Espulsioni        | Presenze | Reti   | Ammonizioni | Espulsioni |
| ------------- | ------------- | ------------- | ------------- | ------------- | -------- | -------- | ----------- | ---------- | ----------------- | ----------------- | ----------------- | ----------------- | -------- | ------ | ----------- | ---------- |
| I. Azemi      | 28            | 14            | 2             | 0             | 2        | 0        | 0           | 0          | 2                 | 0                 | 0                 | 0                 | 32       | 14     | 2           | 0          |
| A. Baba       | 22            | 0             | 1             | 0             | 2        | 0        | 0           | 0          | 1                 | 0                 | 0                 | 0                 | 25       | 0      | 1           | 0          |
| D. Brosinski  | 34            | 3             | 4             | 0             | 2        | 0        | 0           | 0          | 2                 | 0                 | 0                 | 0                 | 38       | 3      | 4           | 0          |
| D. Drexler    | 9             | 1             | 2             | 0             | 0        | 0        | 0           | 0          | 2                 | 0                 | 0                 | 0                 | 11       | 1      | 2           | 0          |
| M. Flekken    | 0             | 0             | 0             | 0             | 0        | 0        | 0           | 0          | 0                 | 0                 | 0                 | 0                 | 0        | 0      | 0           | 0          |
| N. Füllkrug   | 21            | 6             | 1             | 0             | 2        | 0        | 0           | 0          | 1                 | 0                 | 0                 | 0                 | 24       | 6      | 1           | 0          |
| S. Fürstner   | 27            | 4             | 6             | 1             | 2        | 1        | 0           | 0          | 2                 | 0                 | 1                 | 0                 | 31       | 5      | 7           | 1          |
| N. Gießelmann | 32            | 2             | 4             | 0             | 1        | 0        | 1           | 0          | 1                 | 0                 | 0                 | 0                 | 34       | 2      | 5           | 0          |
| M. Hefele     | 2             | 0             | 1             | 0             | 0        | 0        | 0           | 0          | 0                 | 0                 | 0                 | 0                 | 2        | 0      | 1           | 0          |
| W. Hesl       | 34            | 0             | 1             | 0             | 2        | 0        | 0           | 0          | 2                 | 0                 | 0                 | 0                 | 38       | 0      | 1           | 0          |
| T. Kleine     | 13            | 0             | 0             | 0             | 0        | 0        | 0           | 0          | 1                 | 0                 | 0                 | 0                 | 14       | 0      | 0           | 0          |
| Z. Korcsmár   | 17            | 0             | 3             | 0             | 0        | 0        | 0           | 0          | 2                 | 1                 | 0                 | 0                 | 19       | 1      | 3           | 0          |
| K. Kraus      | 8             | 1             | 0             | 0             | 0        | 0        | 0           | 0          | 1                 | 0                 | 0                 | 0                 | 9        | 1      | 0           | 0          |
| M. Mavraj     | 29            | 1             | 5             | 1             | 2        | 0        | 0           | 0          | 1                 | 0                 | 1                 | 0                 | 32       | 1      | 6           | 1          |
| T. Mickel     | 0             | 0             | 0             | 0             | 0        | 0        | 0           | 0          | 0                 | 0                 | 0                 | 0                 | 0        | 0      | 0           | 0          |
| O. Mudrinski  | 14            | 3             | 0             | 0             | 1        | 0        | 0           | 0          | 1                 | 0                 | 0                 | 0                 | 16       | 3      | 0           | 0          |
| J. Park       | 0             | 0             | 0             | 0             | 0        | 0        | 0           | 0          | 0                 | 0                 | 0                 | 0                 | 0        | 0      | 0           | 0          |
| T. Pledl      | 16            | 0             | 1             | 0             | 0        | 0        | 0           | 0          | 1                 | 0                 | 0                 | 0                 | 17       | 0      | 1           | 0          |
| B. Röcker     | 14            | 2             | 1             | 0             | 2        | 0        | 0           | 0          | 0                 | 0                 | 0                 | 0                 | 16       | 2      | 1           | 0          |
| T. Sparv      | 28            | 1             | 8             | 0             | 2        | 0        | 1           | 0          | 2                 | 0                 | 0                 | 0                 | 32       | 1      | 9           | 0          |
| Z. Stieber    | 32            | 9             | 4             | 0             | 2        | 0        | 0           | 0          | 2                 | 0                 | 0                 | 0                 | 36       | 9      | 4           | 0          |
| F. Trinks     | 29            | 4             | 3             | 0             | 1        | 0        | 0           | 0          | 2                 | 0                 | 0                 | 0                 | 32       | 4      | 3           | 0          |
| S. Tyrała     | 0             | 0             | 0             | 0             | 0        | 0        | 0           | 0          | 0                 | 0                 | 0                 | 0                 | 0        | 0      | 0           | 0          |
| T. Weilandt   | 23            | 3             | 5             | 0             | 2        | 0        | 0           | 0          | 1                 | 0                 | 0                 | 0                 | 26       | 3      | 5           | 0          |
| R. Zillner    | 8             | 0             | 0             | 0             | 0        | 0        | 0           | 0          | 0                 | 0                 | 0                 | 0                 | 8        | 0      | 0           | 0          |
| N. Đurđić     | 15            | 4             | 2             | 0             | 2        | 0        | 0           | 0          | 1                 | 1                 | 0                 | 0                 | 18       | 5      | 2           | 0          |
| G. Šukalo     | 20            | 4             | 6             | 0             | 1        | 0        | 0           | 0          | 0                 | 0                 | 0                 | 0                 | 21       | 4      | 6           | 0          |